# Bactra phaulopa
Bactra phaulopa es una especie de polilla del género Bactra, categorizada en la tribu Olethreutini, de la subfamilia Olethreutinae.

## Distribución
Se distribuye por Nueca Guinea.

## Taxonomía
Fue descrita por Meyrick en 1911 y publicada en (Bactra), Proc. Linn. Soc. N. S. W. 36: 253.